# Hârsești (okręg Bihor)
Hârsești – wieś w Rumunii, w okręgu Bihor, w gminie Câmpani. W 2011 roku liczyła 347 mieszkańców.